# Анощенков, Фёдор Григорьевич
Фёдор Григо́рьевич Ано́щенков (21 января [3 февраля] 1901 — 19 августа 1944) — советский военнослужащий, Герой Советского Союза (16 октября 1943), участник Великой Отечественной войны, командир орудия 886-го артиллерийского полка 322-й стрелковой дивизии 13-й армии Центрального фронта, младший сержант.

## Биография
Родился 21 января (3 февраля) 1901 года в селе Учуево-Майдан ныне Починковского района Нижегородской области в крестьянской семье. Русский. Член ВКП(б) с 1943 года. После окончания Гражданской войны отслужил срочную службу в Красной армии в артиллерийском полку. Одним из первых в 1929 году вступил в колхоз, где и трудился.
В Красную армию призван Наруксовским райвоенкоматом в августе 1941 года. В действующей армии с декабря 1941 года, участвовал в тяжелых оборонительных боях 1941—1942 годов. Затем прошёл боевыми дорогами от Брянска до Польши. Вместе с орудийным расчётом участвовал в форсировании рек Десна, Сейм, Днепр, Припять.
Командир орудия 886-го артиллерийского полка (322-я стрелковая дивизия, 13-я армия, Центральный фронт) младший сержант Фёдор Анощенков особо отличился в августе — октябре 1943 года.
В бою за деревню Красное Черниговского района Черниговской области Украины Анощенко Ф. Г. орудийным огнём уничтожил до ста гитлеровских солдат, пушку, два пулемёта.
Для форсирования рек Десна, Днепр и Припять под бомбёжкой и непрерывным артиллерийским обстрелом младший сержант Фёдор Анощенков изготовлял плоты, паромы и переправлял на них орудия и боеприпасы.
Так, на связанном из брёвен плоту орудийный расчёт Анощенкова Ф. Г. одним из первых переправил свою пушку на правый берег реки Днепр и с первых выстрелов уничтожил вражеское орудие, мешавшее переправе советских войск. А когда противник начал контратаки, расчёт орудия младшего сержанта Анощенкова Ф. Г. метким огнём успешно их отбивал.
Указом Президиума Верховного Совета СССР от 16 октября 1943 года за образцовое выполнение боевых заданий командования на фронте борьбы с немецкими захватчиками и проявленные при этом мужество и героизм младшему сержанту Анощенкову Фёдору Григорьевичу присвоено звание Героя Советского Союза с вручением ордена Ленина и медали «Золотая Звезда» (№ 1173).
19 августа 1944 года в бою близ местечка Пянтковец (ныне гмина Вадовице-Гурне, Мелецкий повят, Подкарпатское воеводство, Польша) Ф. Г. Анощенков погиб в бою.
Внук героя — офицер-вертолётчик, майор Анощенков А. И., удостоен звания Герой Российской Федерации.

## Награды
- Медаль «Золотая Звезда» Героя Советского Союза (№ 1173)
- Орден Ленина
- Медаль

## Память
- Похоронен на площади в городе Мелец.
- Именем Героя названа улица в его родном селе.